# Animal Crackers (film 1930)
Animal Crackers è un film del 1930 diretto da Victor Heerman. Interpretata dai fratelli Marx, la vicenda punta sul furto di un quadro, appena acquistato dalla signora Rittenhouse (interpretata da Margaret Dumont, attrice feticcio dei Marx).

## Trama
Durante una festa, gli ospiti d'onore sono un miliardario e il capitano Spaulding, un eccentrico esploratore logorroico. La signora Rittenhouse, la padrona di casa, ha appena acquistato un quadro che viene rubato. L'opera però esiste in altre due copie e le acque ben presto si confondono.

## Produzione
Il film fu prodotto dalla Paramount Pictures e venne girato a New York nei Kaufman Astoria Studios al 3412 36th Street di Astoria.

## Distribuzione
Il film venne distribuito dalla Paramount Pictures. Uscì nelle sale cinematografiche USA il 28 agosto 1930. Con una distribuzione internazionale, uscì in Giappone il 14 febbraio e in Finlandia (con il titolo Koirankeksit) il 5 aprile 1931. Nel dopoguerra, ebbe una nuova distribuzione; in Francia venne titolato Animal crackers, l'explorateur en folie, uscendo il 19 maggio 1954.
In Italia la videocassetta è stata distribuita anche col titolo Animal Crackers - Matti da legare!, ma il 22 ottobre 2003, con l'uscita italiana del DVD, la MGM ha riproposto il titolo originale, titolo con il quale è indicizzato in tutti i principali dizionari italiani.

## Riconoscimenti
L'AFI ha inserito la frase di Groucho Marx "One morning I shot an elephant in my pajamas. How he got in my pajamas, I don't know" ("Una mattina sparai a un elefante in pigiama. Come ha fatto ad indossare il mio pigiama, non lo so") al 53º posto nella lista delle AFI's 100 Years... 100 Movie Quotes.

## Riferimenti in altre opere
Nel 2003 il regista statunitense Rob Zombie (già affermata rockstar e leader di un gruppo heavy metal), ha rispolverato il personaggio che Groucho Marx interpreta in questo film, ovvero quello del capitano Spaulding, assegnando all'attore Sid Haig, nei film La casa dei 1000 corpi (2003) e La casa del diavolo (2005), un personaggio che utilizza questo nome utente.